# USS Indianapolis (CA-35)
12°02′00″ пн. ш. 134°48′00″ сх. д. / 12.033333333333° пн. ш. 134.8° сх. д.
«Індіанаполіс» (англ. USS Indianapolis, CA-35) — американський важкий крейсер типу Портленд.
Потоплено 30 липня 1945 року. Катастрофа крейсера увійшла в історію ВМС США як наймасовіша загибель особового складу (883 особи) внаслідок одного затоплення.
Індіанаполіс став останнім великим кораблем ВМС США, потопленим у Другій світовій війні.

## Будівництво
Замовлений для флоту США у 1930 році, став другим та останнім кораблем у серії важких крейсерів типу «Портленд». Спочатку проектувався як легкий із позначенням CL-35, але 1 липня 1931 року відповідно до Лондонської морської угоди був перекласифікований у важкі зі зміною номера на СА-35.
Вся серія з восьми кораблів проектувалася як легкі крейсери, як розвиток крейсерів типу "Нортхемптон", але добудовані були всього два кораблі (решта шість разом з отриманими напрацюваннями під час будівництва були закінчені як новий тип крейсерів — "Нью-Орлеан").
Закладений 31 березня 1930 корпорацією New York Shipbuilding, спущений на воду 7 листопада 1931 (майже на півроку раніше, ніж закладений раніше перший корабель серії — "Портленд"). Прийнято на службу 15 листопада 1932 року.

## Служба

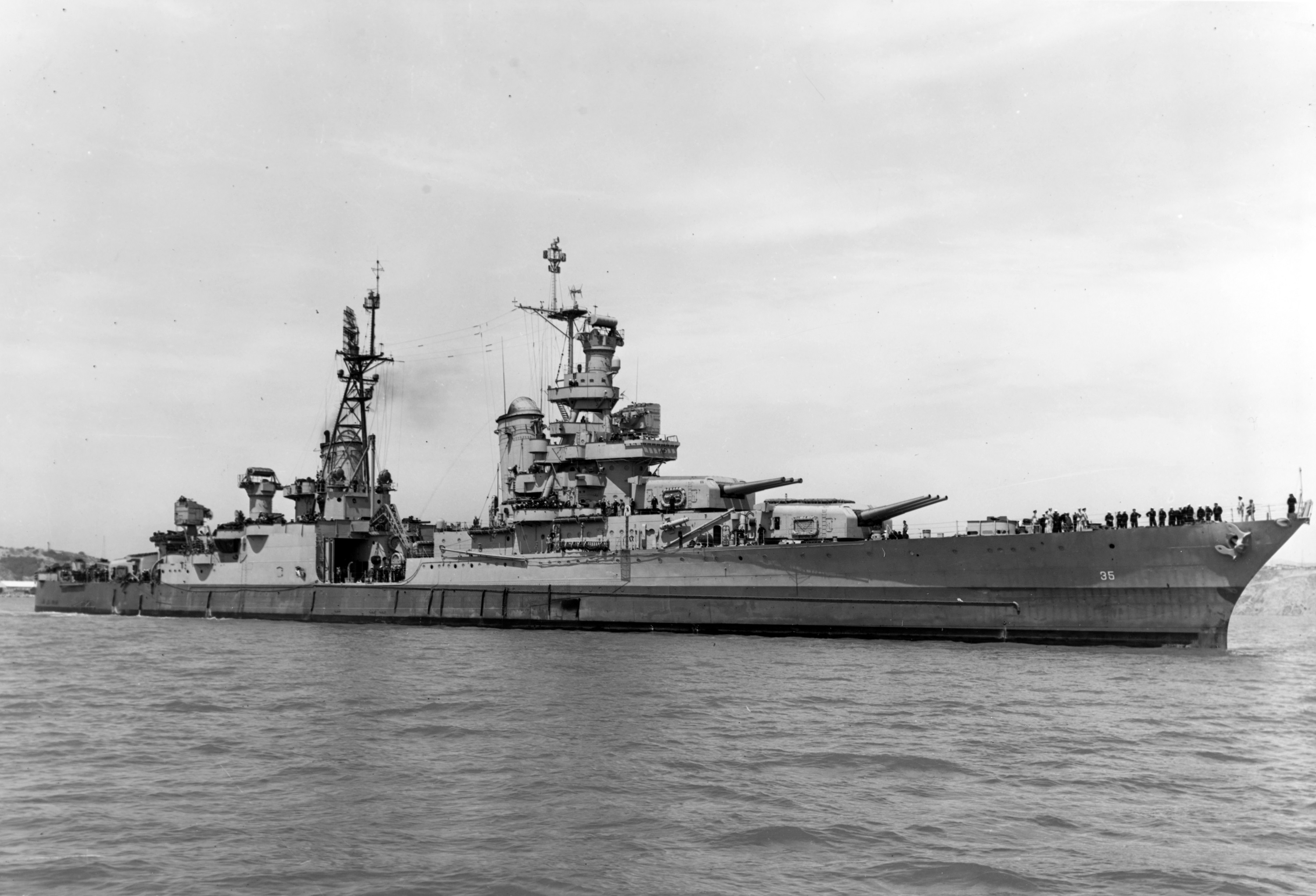

За час служби крейсер отримав 10 бойових зірок за участь у боях Другої світової війни.
30 липня 1945 року, невдовзі після виконання місії з доставки критично важливих частин першої атомної бомби "Малюк" на базу ВПС США на острові Тініан, корабель був торпедований підводним човном I-58 Імператорського флоту Японії. Корабель затонув за 12 хвилин. З 1197 людей на борту біля 300 потонули разом із кораблем. Приблизно 880 людей залишилося на поверхні океану з кількома рятувальними шлюпками без їжі та води. За 4 дня, проведених у воді, ті, що вижили, зіткнулися з зневодненням, гіпотермією, нападами акул і сильними галюцинаціями. За деякими оцінками близько 60-80 моряків загинуло через напади акул, це вважається однією з найбільших атак акул. Допомога надійшла лише 2 серпня, коли моряків помітив патрульний літак PV-1 Ventura. Рятувальникам, що прибули, вдалося підняти лише 321 моряка, з яких четверо невдовзі померли.

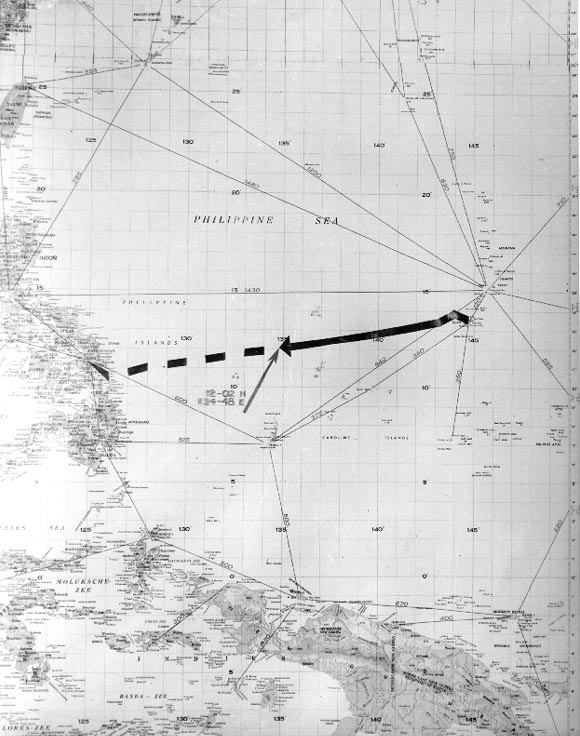
Маршрут останнього походу

Перед затопленням Індіанаполіс посилав сигнали лиха, які були прийняті на трьох станціях. Жодна з них не зреагувала на повідомлення: командир першої був п'яний, командир другої наказав підлеглим не турбувати його, а командир третьої вирішив, що це обман японців. На слуханнях у Сенаті 1999 року радист корабля підтвердив, що сигнал був переданий за кілька хвилин до затоплення. Також незабаром після того, що сталося, морська розвідка перехопила повідомлення про потоплений в районі маршруту «Індіанаполіса» крейсер, передане з I-58 до штабу, але воно також було проігноровано.
Капітан Чарльз Маквей III, який командував кораблем з листопада 1944 року, був одним з тих, що вижили після загибелі судна, в день краху йому виповнилося 47 років. У листопаді 1945 року він був притягнутий військовим трибуналом до відповідальності за звинуваченням у «нараженні на небезпеку корабля через невиконання протиторпедних маневрів». З іншого боку, були й факти того, що саме командування поставило корабель у небезпечне становище, не забезпечивши протичовновий ескорт.
Пізніше сам капітан атакуючого японського підводного човна I-58 Мотіцура Хасімото засвідчив, що навіть виконання кораблем протиторпедних маневрів не дало б жодного результату і корабель все одно був би торпедований. За його словами він випустив по крейсеру 6 торпед з малої дистанції, дві з яких потрапили в ціль.
Згодом адмірал флоту Честер Німіц скасував вирок Маквея та поновив його на посаді. Маквей пішов у відставку 1949 року в званні контр-адмірала. Багато хто з корабля стверджував, що провини капітана в загибелі судна немає, водночас деякі члени сімей загиблих думали навпаки. В 1968 Маквей застрелився з нагородного револьвера.
У жовтні 2000 року Конгрес США затвердив резолюцію про реабілітацію Маквея за звинуваченням у загибелі крейсера, резолюція була підписана президентом США Біллом Клінтоном. У липні 2001 року головний секретар Військово-морських сил США наказав очистити особисту справу капітана Маквея від будь-яких записів, які звинувачують його у загибелі крейсера.
18 серпня 2017 року уламки крейсера були виявлені дослідницькою групою, діяльність якої фінансував Пол Аллен на дні Тихого океану на глибині понад 5400 метрів. При цьому точне розташування уламків не розголошується.

## Згадки у культурі
- У фільмі Стівена Спілберга "Щелепи" герой Роберта Шоу, рибалка Квінт, розповідає про загибель «Індіанаполіса» і важкі випробування, які очікували моряків, що вижили, в тому числі напади акул.
- 29 вересня 1991 року у США відбулася прем'єра фільму "Місія акули".
- 24 серпня 2016 року в США відбулася прем'єра художнього фільму "Крейсер" про долю крейсера та екіпажу.